# Persone di nome Federico
| Questa pagina contiene informazioni ricavate automaticamente dalle voci biografiche con l'ausilio del template Bio e di un bot. L'aggiornamento è periodico e automatico e ricostruisce completamente la pagina. Se manca una persona in questa lista, sei pregato di non aggiungerla, ma accertati piuttosto che la sua voce biografica contenga il template Bio e che i dati anagrafici siano correttamente compilati. Se il template Bio manca, inseriscilo tu stesso o, in alternativa, metti l'avviso {{tmp\|Bio}} che ne segnala la mancanza. Se i dati riportati sono sbagliati, correggi direttamente la voce biografica; le modifiche saranno visibili in questa lista entro pochi giorni. Per chiarimenti vedi il progetto antroponimi. La lista contiene solo le 1.058 persone che sono citate nell'enciclopedia e per le quali è stato implementato correttamente il template Bio. Pagina aggiornata al 6 ago 2025. |

Questa è una lista di persone presenti nell'enciclopedia che hanno il nome Federico, suddivise per attività principale.

## Alchimisti(1)
- Federico Gualdi, alchimista italiano

## Allenatori di calcio(11)
- Federico Agliardi, allenatore di calcio e ex calciatore italiano (Brescia, n. 1983)
- Federico Bessone, allenatore di calcio e ex calciatore argentino (Córdoba, n. 1984)
- Federico Coppitelli, allenatore di calcio italiano (Roma, n. 1984)
- Federico Giampaolo, allenatore di calcio e ex calciatore italiano (Teramo, n. 1970)
- Federico Higuaín, allenatore di calcio e ex calciatore argentino (Buenos Aires, n. 1984)
- Federico Insúa, allenatore di calcio e ex calciatore argentino (Buenos Aires, n. 1980)
- Federico Peluso, allenatore di calcio e ex calciatore italiano (Roma, n. 1984)
- Federico Rossi, allenatore di calcio e ex calciatore italiano (Fidenza, n. 1957)
- Federico Rosso, allenatore di calcio e ex calciatore argentino (Rosario, n. 1987)
- Federico Valente, allenatore di calcio e ex calciatore svizzero (Soletta, n. 1975)
- Federico Viviani, allenatore di calcio e ex calciatore italiano (Pisa, n. 1981)

## Allenatori di calcio a 5(1)
- Federico Vidal, allenatore di calcio a 5 e ex giocatore di calcio a 5 spagnolo (Jerez de la Frontera, n. 1973)

## Allenatori di pallacanestro(3)
- Federico Danna, allenatore di pallacanestro italiano (Torino, n. 1956)
- Federico Pasquini, allenatore di pallacanestro e dirigente sportivo italiano (Ferrara, n. 1973)
- Federico Perego, allenatore di pallacanestro italiano (Lissone, n. 1984)

## Allevatori(1)
- Federico Tesio, allevatore e politico italiano (Torino, n. 1869 - Milano, † 1954)

## Alpinisti(1)
- Federico Terschak, alpinista, dirigente sportivo e scrittore tedesco (Monaco di Baviera, n. 1890 - Cortina d'Ampezzo, † 1977)

## Ammiragli(5)
- Federico Carlo Gravina, ammiraglio italiano (Palermo, n. 1756 - Cadice, † 1806)
- Federico Martinengo, ammiraglio e aviatore italiano (Roma, n. 1897 - Mar Tirreno, † 1943)
- Federico Martini, ammiraglio e politico italiano (Napoli, n. 1820 - Napoli, † 1894)
- Federico Spinola, ammiraglio italiano (Genova, n. 1571 - Sluis, † 1603)
- Federico Ferdinando d'Asburgo-Teschen, ammiraglio austriaco (Vienna, n. 1821 - Venezia, † 1847)

## Anarchici(2)
- Federico Borrell García, anarchico spagnolo (Benilloba, n. 1912 - Cerro Muriano, † 1936)
- Federico Fontanive, anarchico italiano (Cencenighe Agordino, n. 1905 - Cencenighe Agordino, † 1984)

## Arbitri di calcio(3)
- Federico Dionisi, arbitro di calcio italiano (L'Aquila, n. 1988)
- Federico La Penna, arbitro di calcio italiano (Roma, n. 1983)
- Federico Sani, arbitro di calcio italiano (Ferrara, n. 1893 - Ferrara, † 1974)

## Archeologi(1)
- Federico Halbherr, archeologo e epigrafista italiano (Rovereto, n. 1857 - Roma, † 1930)

## Architetti(5)
- Federico Frigerio, architetto italiano (Milano, n. 1873 - Como, † 1959)
- Federico Ernesto Mariscal Piña, architetto messicano (Santiago de Querétaro, n. 1881 - Città del Messico, † 1971)
- Enrico Nordio, architetto italiano (Trieste, n. 1851 - Trieste, † 1923)
- Federico Sustris, architetto e pittore italiano (Padova, n. 1540 - Monaco di Baviera, † 1599)
- Federico Travaglini, architetto e restauratore italiano (Napoli, n. 1814 - † 1893)

## Arcivescovi(2)
- Federico di Magonza, arcivescovo tedesco (Magonza, † 954)
- Federico I di Salisburgo, arcivescovo tedesco (Salisburgo, † 991)

## Arcivescovi cattolici(6)
- Federico di la Roche, arcivescovo cattolico francese (Nablus, † 1174)
- Federico I di Schwarzenburg, arcivescovo cattolico tedesco (Rocca di Wolkenburg, † 1131)
- Federico Lunardi, arcivescovo cattolico, etnologo e archeologo italiano (Livorno, n. 1880 - Asunción, † 1954)
- Francesco Saverio de Mérode, arcivescovo cattolico belga (Bruxelles, n. 1820 - Roma, † 1874)
- Federico Pizza, arcivescovo cattolico italiano (Napoli, n. 1825 - † 1909)
- Federico Visconti, arcivescovo cattolico italiano (Pisa - † 1277)

## Artisti(3)
- Federico De Leonardis, artista italiano (La Spezia, n. 1938)
- Federico Melis, artista italiano (Bosa, n. 1891 - Urbania, † 1969)
- Federico Sartori, artista italiano (Milano, n. 1865 - † 1938)

## Astronomi(3)
- Federico Bellini, astronomo italiano
- Federico Crisogono, astronomo e matematico italiano (Zara, n. 1472 - Zara, † 1538)
- Federico Delfino, astronomo, filosofo e matematico italiano (Padova, n. 1477 - Padova, † 1547)

## Attori(19)
- Federico Amador, attore argentino (Buenos Aires, n. 1975)
- Federico Boido, attore e artista italiano (Novi Ligure, n. 1938 - Roma, † 2014)
- Federico Castelluccio, attore e regista italiano (Napoli, n. 1964)
- Federico Cesari, attore italiano (Roma, n. 1997)
- Federico Costantini, attore, disc jockey e produttore discografico italiano (Roma, n. 1989)
- Federico D'Elía, attore televisivo argentino (La Plata, n. 1966)
- Federico Dordei, attore italiano (Amman, n. 1975)
- Federico Galliano, attore e regista teatrale italiano (Rapallo, n. 1980)
- Tito Guízar, attore, cantante e tenore messicano (Guadalajara, n. 1908 - San Antonio, † 1999)
- Federico Ielapi, attore italiano (Roma, n. 2010)
- Federico Le Pera, attore italiano (Roma, n. 1989)
- Federico Luppi, attore argentino (Ramallo, n. 1936 - Buenos Aires, † 2017)
- Federico Pacifici, attore e sceneggiatore italiano (Roma, n. 1955)
- Federico Rizzo, attore italiano (Frosinone, n. 1981)
- Federico Russo, attore italiano (Roma, n. 1997)
- Federico Scribani, attore italiano (Zurigo, n. 1964)
- Federico Tiezzi, attore, drammaturgo e regista teatrale italiano (Lucignano, n. 1951)
- Federico Tocci, attore italiano (Roma, n. 1972)
- Federico Torre, attore italiano (Napoli, n. 1958)

## Attori teatrali(1)
- Federico Stella, attore teatrale, drammaturgo e impresario teatrale italiano (Napoli, n. 1842 - Napoli, † 1927)

## Autori televisivi(2)
- Federico Andreotti, autore televisivo e regista italiano (Rovigo, n. 1962)
- Federico Taddia, autore televisivo, saggista e conduttore televisivo italiano (Pieve di Cento, n. 1972)

## Avvocati(6)
- Federico Bevilacqua, avvocato e dirigente sportivo italiano (Barbania, n. 1892 - Padova, † 1948)
- Federico Comandini, avvocato e politico italiano (Cesena, n. 1893 - Roma, † 1967)
- Federico Della Chiesa, avvocato, scrittore e politico italiano (Varese, n. 1848 - Varese, † 1920)
- Federico Errázuriz Zañartu, avvocato e politico cileno (Santiago del Cile, n. 1825 - Santiago del Cile, † 1877)
- Federico Nomi, avvocato, politico e economista italiano (Montalcino, n. 1888 - Sansepolcro, † 1980)
- Federico Sordillo, avvocato e dirigente sportivo italiano (Pietradefusi, n. 1927 - Milano, † 2004)

## Banchieri(2)
- Federico Ghizzoni, banchiere italiano (Piacenza, n. 1955)
- Federico Weil, banchiere e dirigente d'azienda italiano (Randegg, n. 1854 - Milano, † 1919)

## Bibliotecari(1)
- Federico Odorici, bibliotecario e storico italiano (Brescia, n. 1807 - Roè Volciano, † 1884)

## Botanici(1)
- Federico Delpino, botanico italiano (Chiavari, n. 1833 - Napoli, † 1905)

## Canottieri(1)
- Federico Garibaldi, canottiere italiano (Genova, n. 1994)

## Cantanti lirici(1)
- Federico Carbonetti, cantante lirico italiano (Monte San Giusto, n. 1854 - Faenza, † 1916)

## Cantautori(10)
- Franco126, cantautore e rapper italiano (Roma, n. 1992)
- Cimini, cantautore italiano (Cosenza, n. 1988)
- Fred De Palma, cantautore e rapper italiano (Ceva, n. 1989)
- Federico Fiumani, cantautore, chitarrista e scrittore italiano (Osimo, n. 1960)
- Olly, cantautore e rapper italiano (Genova, n. 2001)
- Federico Salvatore, cantautore e cabarettista italiano (Napoli, n. 1959 - Napoli, † 2023)
- Federico Sirianni, cantautore italiano (Genova, n. 1968)
- Federico Stragà, cantautore italiano (Belluno, n. 1972)
- Federico Vassallo, cantautore italiano (Padova, n. 1968)
- Federico Zampaglione, cantautore, regista e sceneggiatore italiano (Roma, n. 1968)

## Cardinali(16)
- Federico d'Assia-Darmstadt, cardinale e vescovo cattolico tedesco (Darmstadt, n. 1616 - Breslavia, † 1682)
- Federico Baldeschi Colonna, cardinale italiano (Perugia, n. 1625 - Roma, † 1691)
- Federico Borromeo, cardinale italiano (Milano, n. 1564 - Milano, † 1631)
- Federico Borromeo, cardinale italiano (Milano, n. 1617 - Roma, † 1673)
- Federico Caccia, cardinale e arcivescovo cattolico italiano (Milano, n. 1635 - Milano, † 1699)
- Federico Callori di Vignale, cardinale italiano (Vignale Monferrato, n. 1890 - Città del Vaticano, † 1971)
- Federico Cattani Amadori, cardinale italiano (Marradi, n. 1856 - Roma, † 1943)
- Federico Cesi, cardinale e vescovo cattolico italiano (Roma, n. 1500 - Roma, † 1565)
- Federico Corner, cardinale e patriarca cattolico italiano (Venezia, n. 1579 - Roma, † 1653)
- Federico Corner, cardinale e vescovo cattolico italiano (Venezia, n. 1531 - Roma, † 1590)
- Federico Gonzaga, cardinale e vescovo cattolico italiano (Mantova, n. 1540 - Mantova, † 1565)
- Federico Marcello Lante Montefeltro della Rovere, cardinale e arcivescovo cattolico italiano (Roma, n. 1695 - Roma, † 1773)
- Federico Sanseverino, cardinale italiano (Napoli - Roma, † 1516)
- Federico Sforza, cardinale italiano (Roma, n. 1603 - Roma, † 1676)
- Federico Tedeschini, cardinale e arcivescovo cattolico italiano (Antrodoco, n. 1873 - Roma, † 1959)
- Federico Visconti, cardinale e arcivescovo cattolico italiano (Milano, n. 1617 - Milano, † 1693)

## Cavalieri(1)
- Federico Roman, cavaliere italiano (Trieste, n. 1952)

## Cestisti(27)
- Federico Aguerre, cestista argentino (Mendoza, n. 1988)
- Federico Antinori, ex cestista e allenatore di pallacanestro italiano (Roma, n. 1975)
- Federico Bavosi, cestista uruguaiano (Montevideo, n. 1981)
- Federico Bolzonella, ex cestista italiano (Varese, n. 1984)
- Federico Bonacini, cestista italiano (Sassuolo, n. 1999)
- Federico Casarin, ex cestista e dirigente sportivo italiano (Venezia, n. 1966)
- Federico Garcín, ex cestista uruguaiano (n. 1973)
- Padim Israel, ex cestista filippino (Manila, n. 1956)
- Federico Lestini, cestista italiano (Pescara, n. 1983)
- Federico López, cestista portoricano (Città del Messico, n. 1962 - Guaynabo, † 2006)
- Fico López, cestista cubano (L'Avana, n. 1918 - † 2001)
- Federico Maiocco, cestista italiano (Savigliano, n. 1983)
- Federico Marietti, cestista italiano (Roma, n. 1927 - Roma, † 1995)
- Federico Marín, cestista argentino (Buenos Aires, n. 1982)
- Federico Massone, cestista italiano (Aosta, n. 1998)
- Federico Mellone, cestista paraguaiano (Pilar, n. 1985)
- Federico Miaschi, cestista italiano (Genova, n. 2000)
- Federico Molari, ex cestista italiano (Rimini, n. 1979)
- Federico Mussini, cestista italiano (Reggio Emilia, n. 1996)
- Federico Pieri, ex cestista e allenatore di pallacanestro italiano (Pesaro, n. 1970)
- Federico Poser, cestista italiano (Mareno di Piave, n. 1999)
- Federico Pugi, ex cestista italiano (Reggio Emilia, n. 1985)
- Federico Ramiro, ex cestista spagnolo (Madrid, n. 1962)
- Federico Tassinari, cestista italiano (Rimini, n. 1977)
- Federico Tognacci, cestista italiano (San Marino, n. 2000)
- Federico Van Lacke, ex cestista argentino (Santa Fe, n. 1980)
- Federico Zampini, cestista italiano (Perugia, n. 1999)

## Chitarristi(2)
- Federico Moretti, chitarrista e militare italiano (Napoli, n. 1769 - Madrid, † 1839)
- Federico Poggipollini, chitarrista e cantautore italiano (Bologna, n. 1968)

## Ciclisti su strada(8)
- Federico Canuti, ex ciclista su strada italiano (Pesaro, n. 1985)
- Federico Colonna, ex ciclista su strada italiano (Fucecchio, n. 1972)
- Federico Echave, ex ciclista su strada e ciclocrossista spagnolo (Kortezubi, n. 1960)
- Federico Gay, ciclista su strada e pistard italiano (Torino, n. 1896 - Torino, † 1989)
- Federico Ghiotto, ex ciclista su strada italiano (Montecchio Maggiore, n. 1963)
- Federico Muñoz, ex ciclista su strada colombiano (San Andrés, n. 1963)
- Federico Rocchetti, ex ciclista su strada italiano (Bergamo, n. 1986)
- Federico Zurlo, ex ciclista su strada e ciclocrossista italiano (Cittadella, n. 1994)

## Collezionisti d'arte(1)
- Federico Cerruti, collezionista d'arte italiano (Genova, n. 1922 - † 2015)

## Comici(1)
- Federico Basso, comico e autore televisivo italiano (Torino, n. 1975)

## Compositori(9)
- Federico Biscione, compositore italiano (Tivoli, n. 1965)
- Federico Bonetti Amendola, compositore italiano (Roma, n. 1950)
- Federico Favali, compositore italiano (Pietrasanta, n. 1981)
- Federico Ghisi, compositore e musicologo italiano (Shanghai, n. 1901 - Luserna San Giovanni, † 1975)
- Il Guardiano del Faro, compositore, tastierista e arrangiatore italiano (Milano, n. 1940)
- Federico Incardona, compositore italiano (Palermo, n. 1958 - † 2006)
- Federico Mompou, compositore e pianista spagnolo (Barcellona, n. 1893 - Barcellona, † 1987)
- Federico Moreno Torroba, compositore spagnolo (Madrid, n. 1891 - Madrid, † 1982)
- Federico Ricci, compositore italiano (Napoli, n. 1809 - Conegliano, † 1877)

## Compositori di scacchi(1)
- Federico Alliney, compositore di scacchi italiano (Saonara, n. 1920 - Padova, † 1991)

## Condottieri(4)
- Federico Gonzaga, condottiero italiano (Bozzolo - Todi, † 1527)
- Federico Gonzaga di Luigi I, condottiero italiano (Mantova)
- Federico II de' Rossi, condottiero italiano (San Secondo Parmense, n. 1660 - San Secondo Parmense, † 1754)
- Federico da Montefeltro, condottiero e duca italiano (Gubbio, n. 1422 - Ferrara, † 1482)

## Conduttori radiofonici(2)
- Federico Quaranta, conduttore radiofonico, conduttore televisivo e autore televisivo italiano (Genova, n. 1967)
- Federico Russo, conduttore radiofonico e conduttore televisivo italiano (Firenze, n. 1980)

## Conduttori televisivi(1)
- Federico Fazzuoli, conduttore televisivo e sceneggiatore italiano (Terranuova Bracciolini, n. 1947)

## Criminologi(1)
- Federico Varese, criminologo italiano (Ferrara, n. 1965)

## Critici d'arte(1)
- Federico Hermanin, critico d'arte e museologo italiano (Bari, n. 1868 - Roma, † 1953)

## Critici musicali(1)
- Federico Capitoni, critico musicale, giornalista e saggista italiano (Roma, n. 1980)

## Diplomatici(2)
- Federico Augusto di Harrach-Rohrau, diplomatico e politico austriaco (Vienna, n. 1696 - Vienna, † 1749)
- Federico Costanzo Spinola, diplomatico e politico italiano (Taggia, n. 1830 - Torino, † 1909)

## Direttori d'orchestra(3)
- Federico Bardazzi, direttore d'orchestra e musicista italiano (Firenze, n. 1962)
- Federico Del Cupolo, direttore d'orchestra italiano (Napoli, n. 1884 - Milano, † 1974)
- Federico Longo, direttore d'orchestra e compositore italiano (Roma, n. 1972)

## Direttori della fotografia(1)
- Federico Schlatter, direttore della fotografia italiano (Firenze, n. 1962)

## Dirigenti pubblici(1)
- Federico Pinna Berchet, dirigente pubblico italiano (Firenze, n. 1898 - Malgrate, † 1961)

## Dirigenti sportivi(5)
- Federico Allasio, dirigente sportivo, allenatore di calcio e calciatore italiano (Torino, n. 1914 - Polonghera, † 1987)
- Federico Balzaretti, dirigente sportivo e ex calciatore italiano (Torino, n. 1981)
- Federico Cherubini, dirigente sportivo italiano (Foligno, n. 1971)
- Federico Crovari, dirigente sportivo e ex calciatore italiano (Milano, n. 1975)
- Federico Giunti, dirigente sportivo, allenatore di calcio e ex calciatore italiano (Perugia, n. 1971)

## Disc jockey(1)
- DJ Fede, disc jockey e beatmaker italiano (Torino, n. 1974)

## Discoboli(1)
- Federico Apolloni, discobolo italiano (Roma, n. 1987)

## Disegnatori(1)
- Federico de Vinciolo, disegnatore italiano

## Dogi(3)
- Federico De Franchi Toso, doge (Genova, n. 1560 - Genova, † 1630)
- Federico De Franchi Toso, doge italiano (Genova, n. 1642 - Genova, † 1734)
- Federico da Pagana, doge (Genova, n. 1315 - Genova, † 1406)

## Doppiatori(4)
- Federico Campaiola, doppiatore italiano (Roma, n. 1995)
- Federico Danti, doppiatore, direttore del doppiaggio e attore italiano (Milano, n. 1952)
- Federico Di Pofi, doppiatore italiano (Roma, n. 1973)
- Federico Zanandrea, doppiatore, direttore del doppiaggio e attore italiano (Monza, n. 1983)

## Drammaturghi(3)
- Federico Bertozzi, drammaturgo e scrittore italiano (Firenze, n. 1970)
- Federico Garelli, commediografo italiano (Mondovì, n. 1827 - Roma, † 1885)
- Federico Zardi, drammaturgo, sceneggiatore e giornalista italiano (Bologna, n. 1912 - Roma, † 1971)

## Ebanisti(1)
- Federico Lancetti, ebanista e intarsiatore italiano (Bastia Umbra, n. 1814 - Perugia, † 1899)

## Economisti(4)
- Federico Bonaglia, economista e scrittore italiano (Leno, n. 1972)
- Federico Caffè, economista italiano (Pescara, n. 1914 - Roma)
- Federico Flora, economista, giornalista e politico italiano (Pordenone, n. 1867 - Chiusi, † 1958)
- Federico Sturzenegger, economista e politico argentino (Rufino, n. 1966)

## Editori(3)
- Federico Colpi, editore e traduttore italiano (Padova, n. 1969)
- Federico Enriques, editore e politico italiano (Udine, n. 1941)
- Federico Gentile, editore italiano (Napoli, n. 1904 - Firenze, † 1996)

## Enologi(1)
- Federico Martinotti, enologo italiano (Villanova Monferrato, n. 1860 - Asti, † 1924)

## Entomologi(1)
- Federico Hartig, entomologo italiano (Bolzano, n. 1900 - Merano, † 1980)

## Fantini(1)
- Federico Regoli, fantino italiano († 1985)

## Filologi(2)
- Federico Quercia, filologo, letterato e critico letterario italiano (Marcianise, n. 1824 - Napoli, † 1899)
- Federico Sanguineti, filologo e italianista italiano (Torino, n. 1955 - Torino, † 2025)

## Filosofi(4)
- Federico Ferrari, filosofo e critico d'arte italiano (Milano, n. 1969)
- Federico Riu, filosofo venezuelano (Lleida, n. 1925 - Caracas, † 1985)
- Federico Vercellone, filosofo italiano (Torino, n. 1955)
- Federico Zappino, filosofo italiano (Torino, n. 1983)

## Fisici(3)
- Federico Capasso, fisico italiano (Roma, n. 1949)
- Federico Faggin, fisico, inventore e imprenditore italiano (Vicenza, n. 1941)
- Federico Ferrini, fisico italiano (Portoferraio, n. 1950)

## Fondisti(2)
- Federico De Florian, fondista italiano (Ziano di Fiemme, n. 1921 - Ziano di Fiemme, † 2003)
- Federico Pellegrino, fondista italiano (Aosta, n. 1990)

## Fotografi(1)
- Federico Patellani, fotografo e regista italiano (Monza, n. 1911 - Milano, † 1977)

## Fumettisti(4)
- Federico Antinori, fumettista italiano (Lido di Venezia, n. 1951)
- Federico Bertolucci, fumettista italiano (Viareggio, n. 1973)
- Federico Memola, fumettista italiano (Milano, n. 1967 - Milano, † 2019)
- Federico Pedrocchi, fumettista italiano (Buenos Aires, n. 1907 - † 1945)

## Funzionari(3)
- Federico Colla, funzionario e politico italiano (Genova, n. 1790 - Genova, † 1879)
- Federico Umberto D'Amato, funzionario, poliziotto e agente segreto italiano (Marsiglia, n. 1919 - Roma, † 1996)
- Federico Fusco, prefetto italiano (Napoli, n. 1872)

## Gastronomi(1)
- Federico Lorefice, gastronomo, imprenditore e scrittore italiano (Milano, n. 1977)

## Generali(26)
- Federico Amoroso, generale italiano (Napoli, n. 1891 - Roma, † 1968)
- Ferdinando Federico di Anhalt-Köthen, generale prussiano (Pleß, n. 1769 - Köthen, † 1830)
- Federico Baistrocchi, generale e politico italiano (Napoli, n. 1871 - Roma, † 1947)
- Federico Bianchi, generale austriaco (Vienna, n. 1768 - Rohitsch-Sauerbrunn, † 1855)
- Federico Francesco di Brunswick-Wolfenbüttel, generale tedesco (Wolfenbüttel, n. 1732 - Hochkirch, † 1758)
- Federico Augusto di Brunswick-Wolfenbüttel-Oels, generale prussiano (Wolfenbüttel, n. 1740 - Eisenach, † 1805)
- Federico Capaldo, generale italiano (Teano, n. 1883 - Roma, † 1941)
- Alberto di Prussia, generale tedesco (Berlino, n. 1837 - Kamenz, † 1906)
- Augusto di Prussia, generale prussiano (Berlino, n. 1779 - Bromberg, † 1843)
- Federico Carlo di Prussia, generale prussiano (Berlino, n. 1828 - Jagdschloss Glienicke, † 1885)
- Federico di Hohenzollern-Sigmaringen, generale tedesco (Inzigkofen, n. 1843 - Monaco di Baviera, † 1904)
- Luigi di Prussia, generale prussiano (Potsdam, n. 1773 - Berlino, † 1796)
- Federico Guglielmo di Solms-Braunfels, generale prussiano (Braunfels, n. 1770 - Sławięcice, † 1814)
- Federico Ferrari-Orsi, generale e calciatore italiano (Rivoli, n. 1886 - Deir el Munassib, † 1942)
- Federico Guglielmo di Hohenlohe-Kirchberg, generale austriaco (Kirchberg, n. 1732 - Praga, † 1796)
- Federico Antonio di Hohenzollern-Hechingen, generale e nobile tedesco (Friburgo in Brisgovia, n. 1726 - Brno, † 1812)
- Luigi Ferdinando di Prussia, generale prussiano (Friedrichsfelde, n. 1772 - Saalfeld, † 1806)
- Federico Manassero, generale italiano (Mondovì, n. 1818 - Roma, † 1877)
- Federico Moro, generale italiano (Palmanova, n. 1894 - Roma, † 1963)
- Federico Morozzo della Rocca, generale italiano (Palermo, n. 1878 - Roma, † 1971)
- Federico Nedbal, generale e funzionario boemo (Český Krumlov, n. 1825 - Udine, † 1891)
- Federico I de' Rossi, generale italiano (San Secondo Parmense, n. 1580 - San Secondo Parmense, † 1632)
- Federico Savelli, generale italiano (n. 1583 - Roma, † 1649)
- Federico di Württemberg, generale tedesco (Comburg, n. 1808 - Stoccarda, † 1870)
- Federico di Prussia, generale prussiano (Berlino, n. 1794 - Berlino, † 1863)
- Augusto di Württemberg, generale prussiano (Stoccarda, n. 1813 - Zehdenick, † 1885)

## Geodeti(1)
- Federico Schiavoni, geodeta italiano (Manduria, n. 1810 - Napoli, † 1894)

## Geologi(1)
- Federico Sacco, geologo, paleontologo e micologo italiano (Fossano, n. 1864 - Trofarello, † 1948)

## Giocatori di baseball(1)
- Federico Castagnini, ex giocatore di baseball italiano (Verona, n. 1991)

## Giocatori di calcio a 5(2)
- Federico Borolo, giocatore di calcio a 5 italiano (Soave, n. 2004)
- Federico Fedele, giocatore di calcio a 5 uruguaiano (Montevideo, n. 1988)

## Giocatori di football americano(3)
- Federico Ferretti, giocatore di football americano svizzero (n. 1993)
- Federico Forlai, giocatore di football americano italiano (Bologna, n. 1985)
- Fred Warner, giocatore di football americano statunitense (San Marcos, n. 1996)

## Giornalisti(16)
- Federico Alessandrini, giornalista e saggista italiano (Recanati, n. 1905 - Roma, † 1983)
- Federico Buffa, giornalista, telecronista sportivo e scrittore italiano (Milano, n. 1959)
- Federico Calcagno, giornalista e telecronista sportivo italiano (Torino, n. 1958)
- Federico Chiacchiari, giornalista, critico cinematografico e blogger italiano (Roma, n. 1960)
- Federico Coen, giornalista e politico italiano (Roma, n. 1928 - Roma, † 2012)
- Federico Di Palma, giornalista, dirigente sportivo e politico italiano (Grottaglie, n. 1869 - Roma, † 1916)
- Federico Farkas, giornalista e sindacalista italiano (Catania, n. 1933 - Roma, † 2003)
- Federico Fiecconi, giornalista italiano (Roma, n. 1960)
- Federico Guglielmi, giornalista, critico musicale e produttore discografico italiano (Roma, n. 1960)
- Federico Leardini, giornalista italiano (Venezia, n. 1979 - Monza, † 2018)
- Federico Novella, giornalista, conduttore televisivo e autore televisivo italiano (Ronciglione, n. 1981)
- Federico Orlando, giornalista e politico italiano (San Martino in Pensilis, n. 1928 - Roma, † 2014)
- Federico Rampini, giornalista e saggista italiano (Genova, n. 1956)
- Federico Ruffo, giornalista e scrittore italiano (Roma, n. 1979)
- Federico Scianò, giornalista italiano (Palermo, n. 1938 - Nioaque, † 2001)
- Federico Vespa, giornalista, conduttore radiofonico e scrittore italiano (Roma, n. 1979)

## Giuristi(5)
- Federico Cammeo, giurista italiano (Milano, n. 1872 - Firenze, † 1939)
- Federico Persico, giurista e poeta italiano (Napoli, n. 1829 - Napoli, † 1919)
- Federico Petrucci, giurista italiano (Siena - Siena, † 1348)
- Federigo Sclopis di Salerano, giurista, magistrato e politico italiano (Torino, n. 1798 - Torino, † 1878)
- Federico Stella, giurista e avvocato italiano (Sernaglia della Battaglia, n. 1935 - Milano, † 2006)

## Hockeisti su ghiaccio(6)
- Federico Adami, ex hockeista su ghiaccio italiano (Pieve di Cadore, n. 1978)
- Federico Benetti, ex hockeista su ghiaccio italiano (Asiago, n. 1986)
- Federico Bobba, ex hockeista su ghiaccio italiano (Verona, n. 1981)
- Federico Cordin, ex hockeista su ghiaccio italiano (Pinerolo, n. 1996)
- Federico Demetz, ex hockeista su ghiaccio italiano (Bressanone, n. 1992)
- Federico Gilmozzi, ex hockeista su ghiaccio italiano (Cavalese, n. 1990)

## Hockeisti su pista(4)
- Federico Ambrosio, hockeista su pista argentino (Mendoza, n. 1989)
- Federico Paghi, ex hockeista su pista e allenatore di hockey su pista italiano (Follonica, n. 1962)
- Federico Pagnini, hockeista su pista italiano (Follonica, n. 1991)
- Federico Stagi, ex hockeista su pista italiano (Forte dei Marmi, n. 1974)

## Illustratori(1)
- Federico Maggioni, illustratore italiano (Campo, n. 1944)

## Imprenditori(11)
- Federico Anselmino, imprenditore e politico italiano (Spigno Monferrato, n. 1880 - Torino, † 1936)
- Federico Capone, imprenditore, scienziato e politico italiano (Altavilla Irpina, n. 1849 - Torre del Greco, † 1918)
- Federico Cocuzza, imprenditore e politico italiano (Monterosso Almo, n. 1860 - Napoli, † 1926)
- Federico Corner, imprenditore, politico e diplomatico italiano (Venezia - † 1382)
- Federico Jarach, imprenditore italiano (Torino, n. 1874 - Milano, † 1951)
- Federico Alfredo Legler, imprenditore svizzero (Schwanden, n. 1916 - Ponte San Pietro, † 2002)
- Federico Marchetti, imprenditore italiano (Ravenna, n. 1969)
- Federico Morassutti, imprenditore italiano (San Vito al Tagliamento, n. 1876 - Padova, † 1954)
- Federico Palazzoli, imprenditore e dirigente sportivo italiano (Chiari, n. 1881 - † 1969)
- Federico Peliti, imprenditore, fotografo e scultore italiano (Carignano, n. 1844 - Carignano, † 1914)
- Federico Alberto Wenner, imprenditore svizzero (San Gallo, n. 1812 - Capezzano, † 1882)

## Informatici(2)
- Federico Heinz, programmatore e avvocato argentino (Córdoba, n. 1963)
- Federico Mena, informatico messicano (Città del Messico, n. 1976)

## Ingegneri(10)
- Federico Ballell Maymi, ingegnere e fotografo spagnolo (Guayama, n. 1864 - Barcellona, † 1951)
- Federico Maria Butera, ingegnere italiano (Mezzojuso, n. 1943)
- Federico de Comelli von Stuckenfeld, ingegnere e speleologo italiano (Gradisca d'Isonzo, n. 1826 - Gradisca d'Isonzo, † 1892)
- Federico Federiconi, ingegnere italiano (Senigallia)
- Federico Gabelli, ingegnere e politico italiano (Pordenone, n. 1832 - Napoli, † 1889)
- Federico Giambelli, ingegnere e militare italiano (Mantova - Londra)
- Federico Gorio, ingegnere e urbanista italiano (Milano, n. 1915 - Roma, † 2007)
- Federico Gutiérrez, ingegnere e politico colombiano (Medellín, n. 1974)
- Federico M. Mazzolani, ingegnere italiano (Milano, n. 1938)
- Federico Rossi, ingegnere italiano (Vallo della Lucania, n. 1948 - Napoli, † 2020)

## Lessicografi(1)
- Federico Gusumpaur, lessicografo italiano (Napoli, n. 1840)

## Letterati(4)
- Federico Badoer, letterato, ambasciatore e politico italiano (Venezia, n. 1519 - Venezia, † 1593)
- Federico Cocastelli di Montiglio, letterato italiano (Mantova, n. 1783 - Mantova, † 1847)
- Federico Ubaldini, letterato e biografo italiano (Siena, n. 1610 - Roma, † 1657)
- Federico Valignani, letterato italiano (Chieti, n. 1700 - Torrevecchia Teatina, † 1754)

## Linguisti(2)
- Federico Gobbo, linguista, filosofo e informatico italiano (Padova, n. 1974)
- Federico Spiess, linguista e filologo svizzero (Lugano, n. 1927 - † 2021)

## Lottatori(1)
- Federico Manea, lottatore italiano (Rovereto, n. 1988)

## Magistrati(2)
- Federico Cafiero De Raho, ex magistrato e politico italiano (Napoli, n. 1952)
- Federico Sorrentino, magistrato e giurista italiano (Terni, n. 1957)

## Marciatori(1)
- Federico Tontodonati, marciatore italiano (Torino, n. 1989)

## Matematici(3)
- Federico Cafiero, matematico italiano (Riposto, n. 1914 - Napoli, † 1980)
- Federico Commandino, matematico, umanista e tipografo italiano (Urbino, n. 1509 - Urbino, † 1575)
- Federico Sanvitale, matematico e gesuita italiano (Fontanellato, n. 1704 - Brescia, † 1761)

## Medici(4)
- Federico Crema, medico, patriota e politico italiano (Concordia sulla Secchia, n. 1814 - Roma, † 1884)
- Federico Gelli, medico e politico italiano (Castelnuovo di Val di Cecina, n. 1962)
- Federigo Meninni, medico e poeta italiano (Gravina in Puglia, n. 1636 - Napoli, † 1712)
- Federico Nitti, medico, farmacologo e antifascista italiano (Ischia, n. 1905 - Roma, † 1947)

## Mezzofondisti(3)
- Federico Bruno, mezzofondista argentino (Concordia, n. 1993)
- Federico Leporati, ex mezzofondista italiano (La Spezia, n. 1954)
- Federico Riva, mezzofondista italiano (Roma, n. 2000)

## Militari(23)
- Federico Bocchetti, militare italiano (Monteverde, n. 1887 - Čertkovo, † 1942)
- Federico Caprilli, militare e cavaliere italiano (Livorno, n. 1868 - Pinerolo, † 1907)
- Federico Ciccodicola, ufficiale italiano (Arpino, n. 1860 - Napoli, † 1924)
- Federico Colinelli, militare italiano (Latisana, n. 1914 - Bologna, † 1943)
- Federico Contarini, militare e politico italiano (Venezia, n. 1479 - Brescia, † 1512)
- Federico Cozzolino, militare e aviatore italiano (Scafati, n. 1913 - La Fresneda, † 1938)
- Federico Enrico, militare italiano (Torino, n. 1909 - Campagna italiana di Grecia, † 1940)
- Federico Luigi di Schleswig-Holstein-Sonderburg-Beck, ufficiale tedesco (Vlotho, n. 1653 - Königsberg, † 1728)
- Federico Fenu, militare e dirigibilista italiano (Ascoli Piceno, n. 1891 - Castellina Marittima, † 1918)
- Federico Formisano, militare e funzionario italiano (Milano, n. 1903)
- Federico Guglielmo Fortini, militare italiano (Montevarchi, n. 1900 - Teruel, † 1938)
- Federico Gattorno, militare e politico italiano (Genova, n. 1836 - Roma, † 1913)
- Federico Gonzaga di Ferrante, militare italiano
- Federico Grifeo, militare italiano (Firenze, n. 1894 - Flondar, † 1917)
- Federico Guella, militare italiano (Bezzecca, n. 1893 - Rovereto, † 1915)
- Federico di Nassau-Zuylestein, militare olandese ('s-Gravesloot, n. 1624 - Woerden, † 1672)
- Federico Negrotto Cambiaso, militare e politico italiano (Cavi Di Lavagna, n. 1876 - Genova, † 1967)
- Federico Padovani, militare italiano (Lugo di Romagna, n. 1912 - Bermeo, † 1937)
- Federico di Schleswig-Holstein-Sonderburg-Glücksburg, militare danese (n. 1701 - † 1766)
- Federico Torre, militare, politico e lessicografo italiano (Benevento, n. 1815 - Roma, † 1892)
- Federico Zapelloni, militare italiano (Roma, n. 1891 - Roma, † 1979)
- Federico Francesco Saverio di Hohenzollern-Hechingen, militare e politico tedesco (Maastricht, n. 1757 - Vienna, † 1844)
- Federico Luigi di Württemberg-Winnental, militare tedesco (Stoccarda, n. 1690 - Guastalla, † 1734)

## Mineralogisti(1)
- Federico Millosevich, mineralogista e politico italiano (Venezia, n. 1875 - Roma, † 1942)

## Missionari(1)
- Federico Barbaro, missionario e traduttore italiano (Cimpello, n. 1913 - Pordenone, † 1996)

## Musicisti(5)
- Deca, musicista italiano (Savona, n. 1964)
- Federico De Robertis, musicista, compositore e produttore discografico italiano (Lucca, n. 1962)
- Enrico Polito, musicista, cantante e arrangiatore italiano (Reggio Calabria, n. 1932 - Roma, † 1998)
- Ghigo Renzulli, musicista italiano (Manocalzati, n. 1953)
- Federico Maria Sardelli, musicista, pittore e scrittore italiano (Livorno, n. 1963)

## Musicologi(1)
- Federico Mompellio, musicologo, critico musicale e compositore italiano (Genova, n. 1908 - Domodossola, † 1989)

## Naturalisti(1)
- Federico Craveri, naturalista e chimico italiano (Torino, n. 1815 - Bra, † 1890)

## Navigatori(1)
- Federico Tommaso Paolini, marinaio italiano (Torino, n. 1873 - Gaeta, † 1926)

## Nuotatori(13)
- Federico Bicelli, nuotatore italiano (Brescia, n. 1999)
- Federico Bocchia, ex nuotatore italiano (Parma, n. 1986)
- Federico Burdisso, nuotatore italiano (Pavia, n. 2001)
- Federico Bussolin, nuotatore italiano (Firenze, n. 1990)
- Federico Cappellazzo, ex nuotatore italiano (Torino, n. 1980)
- Federico Colbertaldo, ex nuotatore italiano (Valdobbiadene, n. 1988)
- Federico Finozzi, nuotatore italiano (Casciana Terme, n. 1975 - Casciana Terme, † 2017)
- Federico Gilardi, nuotatore italiano (n. 1991)
- Federico Grabich, nuotatore argentino (Casilda, n. 1990)
- Federico Morlacchi, nuotatore italiano (Luino, n. 1993)
- Federico Poggio, nuotatore italiano (Voghera, n. 1998)
- Federico Turrini, ex nuotatore italiano (Livorno, n. 1987)
- Federico Vanelli, nuotatore italiano (Lodi, n. 1991)

## Organisti(1)
- Federico Caudana, organista, direttore di coro e compositore italiano (Castiglione Torinese, n. 1878 - San Mauro Torinese, † 1963)

## Paleontologi(1)
- Federico Venturi, paleontologo italiano (Firenze, n. 1940 - Pettorano sul Gizio, † 2020)

## Pallamanisti(1)
- Federico Matías Vieyra, pallamanista argentino (n. 1988)

## Pallanuotisti(5)
- Federico Colosimo, ex pallanuotista italiano (Roma, n. 1988)
- Fritz Dennerlein, pallanuotista, nuotatore e allenatore di pallanuoto italiano (Portici, n. 1936 - Napoli, † 1992)
- Federico Lapenna, pallanuotista italiano (Roma, n. 1988)
- Federico Mistrangelo, ex pallanuotista e allenatore di pallanuoto italiano (Genova, n. 1981)
- Federico Pagani, pallanuotista italiano (Como, n. 1985)

## Pallavolisti(7)
- Federico Boschi, pallavolista italiano (Parma, n. 1987)
- Federico Centomo, pallavolista italiano (Verona, n. 1992)
- Federico Crosato, pallavolista italiano (Treviso, n. 2002)
- Federico Marrazzo, pallavolista italiano (Roma, n. 1994)
- Federico Moretti, pallavolista italiano (Fermo, n. 1983)
- Federico Pereyra, pallavolista argentino (San Juan, n. 1988)
- Federico Tosi, pallavolista italiano (Pietrasanta, n. 1991)

## Patriarchi cattolici(1)
- Federico Maria Giovanelli, patriarca cattolico italiano (Venezia, n. 1728 - Venezia, † 1800)

## Patrioti(7)
- Federico Alborghetti, patriota italiano (Mapello, n. 1825 - Bergamo, † 1887)
- Federico Bonola, patriota e esploratore italiano (Milano, n. 1839 - Il Cairo, † 1912)
- Federico Campanella, patriota e politico italiano (Genova, n. 1804 - Firenze, † 1884)
- Federico Comandini, patriota italiano (Cesena, n. 1815 - Cesena, † 1893)
- Federico Confalonieri, patriota italiano (Milano, n. 1785 - Hospental, † 1846)
- Federico Fratini, patriota e politico italiano (Terni, n. 1828 - Terni, † 1877)
- Federico Salomone, patriota e politico italiano (Chieti, n. 1825 - Napoli, † 1884)

## Pianisti(1)
- Federico Garofalo, pianista e compositore italiano (Foggia, n. 1924 - Foggia, † 2000)

## Piloti automobilistici(1)
- Federico Leo, pilota automobilistico italiano (Varese, n. 1988)

## Piloti di rally(1)
- Federico Ormezzano, pilota di rally italiano (Pray, n. 1948)

## Piloti motociclistici(5)
- Federico Biaggi, pilota motociclistico italiano (Roma, n. 1987)
- Federico Caricasulo, pilota motociclistico italiano (Ravenna, n. 1996)
- Federico Cerroni, pilota motociclistico italiano (Perugia, n. 1975)
- Federico Fuligni, pilota motociclistico italiano (Bologna, n. 1995)
- Federico Sandi, pilota motociclistico italiano (Voghera, n. 1989)

## Pittori(31)
- Federico Anders, pittore tedesco (Dresda - Napoli, † 1800)
- Federico Andreotti, pittore italiano (Firenze, n. 1847 - Firenze, † 1930)
- Federico Ashton, pittore italiano (Milano, n. 1836 - Passo del Sempione, † 1904)
- Federico Barocci, pittore italiano (Urbino - Urbino, † 1612)
- Federico Bellomi, pittore, scultore e incisore italiano (Colognola ai Colli, n. 1928 - Verona, † 2010)
- Federico Bencovich, pittore dalmata (Almissa, n. 1677 - Gorizia, † 1756)
- Federico Bernagozzi, pittore italiano (Portomaggiore, n. 1859 - Ferrara, † 1916)
- Federico Bianchi, pittore italiano (Milano, n. 1635 - † 1719)
- Federico Boriani, pittore italiano (Milano, n. 1920 - Pianengo, † 2011)
- Federico Brunori, pittore italiano (n. 1566 - † 1649)
- Federico Camuri, pittore e fotografo italiano (Ferrara, n. 1863 - Ferrara, † 1954)
- Federico Cantú Garza, pittore messicano (Cadereyta Jiménez, n. 1907 - Città del Messico, † 1989)
- Federico Cervelli, pittore italiano (Milano - Venezia)
- Federico De Rocco, pittore e incisore italiano (Sedegliano, n. 1918 - San Vito al Tagliamento, † 1962)
- Federico Faruffini, pittore, incisore e fotografo italiano (Sesto San Giovanni, n. 1833 - Perugia, † 1869)
- Federico Ferrario, pittore italiano (Milano, n. 1714 - Milano, † 1802)
- Federico de Madrazo, pittore spagnolo (Roma, n. 1815 - Madrid, † 1894)
- Federico Maldarelli, pittore e scultore italiano (Napoli, n. 1826 - Napoli, † 1893)
- Federico Moja, pittore italiano (Milano, n. 1802 - Dolo, † 1885)
- Federico Morgante, pittore italiano (Roma, n. 1898 - Roma, † 1975)
- Federico Orlando, pittore italiano (Alvito, n. 1875 - Ferrara, † 1953)
- Federico Panza, pittore italiano (Milano, n. 1635 - Milano, † 1705)
- Federico Righi, pittore italiano (Trieste, n. 1908 - Saciletto di Ruda, † 1986)
- Federico Rossano, pittore italiano (Napoli, n. 1835 - Napoli, † 1912)
- Federico Schianchi, pittore italiano (Modena, n. 1858 - Roma, † 1918)
- Federico Sirigu, pittore italiano (Cagliari, n. 1925 - Genova, † 1999)
- Federico Spoltore, pittore italiano (Lanciano, n. 1902 - Lanciano, † 1988)
- Federico Tedesco, pittore italiano
- Federico Zandomeneghi, pittore italiano (Venezia, n. 1841 - Parigi, † 1917)
- Federico Zuccari, pittore italiano (Sant'Angelo in Vado, n. 1539 - Ancona, † 1609)
- Federico del Campo, pittore peruviano (Lima, n. 1837 - Venezia, † 1923)

## Poeti(8)
- Federico Ceruti, poeta e letterato italiano (Verona, n. 1532 - † 1611)
- Federico De Maria, poeta, giornalista e scrittore italiano (Palermo, n. 1883 - Palermo, † 1954)
- Federico Frezzi, poeta e vescovo cattolico italiano (Foligno - Costanza, † 1416)
- Federico García Lorca, poeta, drammaturgo e regista teatrale spagnolo (Fuente Vaqueros, n. 1898 - Víznar, † 1936)
- Federico Hindermann, poeta, giornalista e traduttore italiano (Biella, n. 1921 - Aarau, † 2012)
- Federico Hoefer, poeta, scrittore e giornalista italiano (Porto Empedocle, n. 1930 - Ragusa, † 2018)
- Federico Pesadori, poeta italiano (Vergonzana, n. 1849 - Bolzano, † 1923)
- Federico Tavan, poeta italiano (Andreis, n. 1949 - Andreis, † 2013)

## Poliziotti(1)
- Federico Craveri, carabiniere italiano (Cavallermaggiore, n. 1860 - Roma, † 1938)

## Presbiteri(4)
- Federico Albert, presbitero italiano (Torino, n. 1820 - Lanzo Torinese, † 1876)
- Federico Lombardi, presbitero, giornalista e teologo italiano (Saluzzo, n. 1942)
- Federico Pappacoda, presbitero, letterato e poeta italiano (Pisciotta, n. 1654 - Napoli, † 1719)
- Federico Vincenti, presbitero italiano (Perugia, n. 1885 - Perugia, † 1954)

## Principi(42)
- Federico di Anhalt-Bernburg-Schaumburg-Hoym, principe tedesco (n. 1741 - Homburg vor der Höhe, † 1812)
- Augusto di Hohenlohe-Öhringen, principe e generale tedesco (Breslavia, n. 1784 - Sławięcice, † 1853)
- Costantino di Hohenzollern-Hechingen, principe (Żagań, n. 1801 - Zielona Góra, † 1869)
- Enrico di Prussia, principe e generale prussiano (Berlino, n. 1726 - Rheinsberg, † 1802)
- Alessandro di Prussia, principe e generale prussiano (Berlino, n. 1820 - Berlino, † 1896)
- Federico, principe visigoto (Orléans, † 463)
- Federico di Brandeburgo-Bayreuth, principe (Weferlingen, n. 1711 - Bayreuth, † 1763)
- Federico di Baden-Durlach, principe tedesco (Stoccarda, n. 1703 - Karlsruhe, † 1732)
- Federico II di Sassonia, principe (Dresda, n. 1412 - Lipsia, † 1464)
- Federico di Sassonia-Altenburg, principe (Hildburghausen, n. 1801 - Altenburg, † 1870)
- Federico di Castiglia, principe spagnolo (Guadalajara, n. 1223 - Burgos, † 1277)
- Federico Guglielmo II di Nassau-Siegen, principe tedesco (Siegen, n. 1706 - Siegen, † 1734)
- Federico Guglielmo Adolfo di Nassau-Siegen, principe tedesco (Siegen, n. 1680 - Siegen, † 1722)
- Federico Enrico di Prussia, principe e ufficiale prussiano (Hannover, n. 1874 - Zawidów, † 1940)
- Federico II di Brandeburgo, principe (Tangermünde, n. 1413 - Neustadt an der Aisch, † 1471)
- Federico III di Salm-Kyrburg, principe tedesco (Henri-Chapelle, n. 1744 - Parigi, † 1794)
- Federico IV di Salm-Kyrburg, principe tedesco (Parigi, n. 1789 - Bruxelles, † 1859)
- Enrico di Prussia, principe e militare prussiano (Berlino, n. 1781 - Roma, † 1846)
- Federico Guglielmo di Hannover, principe inglese (Londra, n. 1750 - Londra, † 1765)
- Federico di Anhalt-Dessau, principe tedesco (Dessau, n. 1769 - Dessau, † 1814)
- Federico di Hohenzollern-Hechingen, principe (Namur, n. 1776 - Hechingen, † 1838)
- Federico Luigi di Hohenzollern-Hechingen, principe (Strasburgo, n. 1688 - Hechingen, † 1750)
- Federico Guglielmo di Hohenzollern-Hechingen, principe (Hechingen, n. 1663 - Hechingen, † 1735)
- Federico del Liechtenstein, principe, generale e politico austriaco (Vienna, n. 1807 - Vienna, † 1885)
- Federico Guglielmo di Meclemburgo-Schwerin, principe (Schwerin, n. 1871 - Elbmündung, † 1897)
- Eugenio di Sassonia-Hildburghausen, principe e generale (Hildburghausen, n. 1730 - Öhringen, † 1795)
- Federico Giovanni di Sassonia-Meiningen, principe (Meiningen, n. 1861 - Tarcienne, † 1914)
- Federico Cristiano II di Schleswig-Holstein-Sonderburg-Augustenburg, principe danese (Augustenborg, n. 1765 - Augustenborg, † 1814)
- Federico Ferdinando di Schleswig-Holstein-Sonderburg-Glücksburg, principe tedesco (Kiel, n. 1855 - Luisenlund, † 1934)
- Federico Sforza di Santa Fiora, I principe di Genzano, principe italiano (Caprarola, n. 1651 - Roma, † 1712)
- Federico Carlo di Wied-Neuwied, principe (Hachenburg, n. 1741 - Heidelberg, † 1809)
- Federico Guglielmo d'Assia-Kassel, principe (Copenaghen, n. 1820 - Francoforte sul Meno, † 1884)
- Federico Alberto di Anhalt-Bernburg, principe tedesco (Bernburg, n. 1735 - Ballenstedt, † 1796)
- Federico Augusto di Anhalt-Dessau, principe tedesco (Dessau, n. 1799 - Dessau, † 1864)
- Federico Guglielmo di Brunswick, principe e generale prussiano (Braunschweig, n. 1771 - Quatre-Bras, † 1815)
- Ugo di Hohenlohe-Öhringen, principe tedesco (Stoccarda, n. 1816 - Castello di Slawentzitz, † 1897)
- Federico Vittorio di Hohenzollern-Sigmaringen, principe (Heiligendamm, n. 1891 - Krauchenwies, † 1965)
- Federico di Prussia, principe tedesco (Berlino, n. 1911 - Erbach, † 1966)
- Federico Enrico di Sassonia-Zeitz-Pegau-Neustadt, principe tedesco (Moritzburg, n. 1668 - Neustadt an der Orla, † 1713)
- Federico di Schaumburg-Lippe, principe tedesco (Castello di Ratibořice, n. 1868 - Kudowa-Zdrój, † 1945)
- Federico Carlo di Schleswig-Holstein-Sonderburg-Plön, principe danese (Sønderborg, n. 1706 - Traventhal, † 1761)
- Federico Adolfo di Svezia, principe svedese (Castello di Drottningholm, n. 1750 - Montpellier, † 1803)

## Produttori discografici(1)
- Federico Nardelli, produttore discografico e compositore italiano (Roma, n. 1989)

## Psichiatri(1)
- Federico Sal y Rosas, psichiatra peruviano (Huaraz, n. 1900 - Lima, † 1974)

## Psicologi(1)
- Federico Kiesow, psicologo tedesco (Brüel, n. 1858 - Torino, † 1940)

## Pubblicitari(1)
- Federico Seneca, pubblicitario, disegnatore e grafico italiano (Fano, n. 1891 - Casnate con Bernate, † 1976)

## Pugili(1)
- Federico Cortonesi, pugile italiano (Grosseto, n. 1916 - Ginevra, † 1947)

## Rapper(2)
- Fedez, rapper e personaggio televisivo italiano (Milano, n. 1989)
- Boro, rapper italiano (Torino, n. 1996)

## Registi(8)
- Federico Bondi, regista, montatore e sceneggiatore italiano (Firenze, n. 1975)
- Federico Curiel, regista, sceneggiatore e attore messicano (Monterrey, n. 1917 - Cuernavaca, † 1985)
- Federico Fellini, regista, sceneggiatore e fumettista italiano (Rimini, n. 1920 - Roma, † 1993)
- Federico Ferrone, regista italiano (Firenze, n. 1981)
- Federico Greco, regista italiano (Roma, n. 1969)
- Federico Moccia, regista, sceneggiatore e scrittore italiano (Roma, n. 1963)
- Federico Prosperi, regista e produttore cinematografico italiano (Terni, n. 1942)
- Federico Rizzo, regista e sceneggiatore italiano (Brindisi, n. 1975)

## Registi teatrali(1)
- Federico Bellone, regista teatrale e produttore teatrale italiano (Milano, n. 1981)

## Religiosi(1)
- Federico da Ratisbona, religioso tedesco (Ratisbona - Ratisbona, † 1329)

## Rugbisti a 15(12)
- Federico Martín Aramburú, rugbista a 15 e dirigente d'azienda argentino (La Plata, n. 1980 - Parigi, † 2022)
- Federico Méndez, ex rugbista a 15, allenatore di rugby a 15 e imprenditore argentino (Mendoza, n. 1972)
- Federico Mori, rugbista a 15 italiano (Cecina, n. 2000)
- Federico Piran, rugbista a 15 e allenatore di rugby a 15 italiano (Albignasego, n. 1956 - Montegrotto Terme, † 2013)
- Federico Pucciarello, ex rugbista a 15, allenatore di rugby a 15 e imprenditore argentino (Rosario, n. 1975)
- Federico Ruzza, rugbista a 15 italiano (Padova, n. 1994)
- Nicolás Sánchez, rugbista a 15 argentino (San Miguel de Tucumán, n. 1988)
- Federico Serra Mirás, rugbista a 15 e imprenditore argentino (Buenos Aires, n. 1979)
- Federico Sossi, rugbista a 15 italiano (Brescia, n. 1983)
- Federico Todeschini, ex rugbista a 15 argentino (Rosario, n. 1975)
- Federico Williams, ex rugbista a 15 argentino (San Miguel de Tucumán, n. 1966)
- Federico Zani, rugbista a 15 e allenatore di rugby a 15 italiano (Parma, n. 1989)

## Saltatori con gli sci(1)
- Federico Cecon, ex saltatore con gli sci italiano (Tolmezzo, n. 1994)

## Scacchisti(2)
- Federico Manca, scacchista italiano (Padova, n. 1969 - Budapest, † 2025)
- Federico Norcia, scacchista italiano (Lugo, n. 1904 - Modena, † 1985)

## Sceneggiatori(1)
- Federico Fava, sceneggiatore italiano (Agugliaro, n. 1978)

## Schermidori(5)
- Federico Bollati, schermidore italiano (Pavia, n. 1978)
- Federico Cervi, ex schermidore italiano (Brescia, n. 1961)
- Federico Cesarano, schermidore italiano (Padova, n. 1886 - Milano, † 1969)
- Federico Cesarano, schermidore italiano (Napoli, n. 1846)
- Federico Vismara, schermidore italiano (Milano, n. 1997)

## Sciatori alpini(3)
- Federico Liberatore, sciatore alpino italiano (Bolzano, n. 1995)
- Federico Paini, ex sciatore alpino italiano (Genova, n. 1995)
- Federico Toscano, sciatore alpino svizzero (n. 2001)

## Sciatori freestyle(1)
- Federico Tomasoni, sciatore freestyle italiano (Castione della Presolana, n. 1997)

## Scrittori(14)
- Federico Andahazi, scrittore e psicologo argentino (Buenos Aires, n. 1963)
- Federico Audisio di Somma, scrittore italiano (Torino, n. 1955)
- Federico Baccomo, scrittore, sceneggiatore e autore televisivo italiano (Milano, n. 1978)
- Federico Bonadonna, scrittore e antropologo italiano (Ivrea, n. 1966)
- Federico Cassitto, scrittore, politico e economista italiano (Bonito, n. 1776 - Bonito, † 1853)
- Federico De Roberto, scrittore italiano (Napoli, n. 1861 - Catania, † 1927)
- Federico Grisone, scrittore italiano (Napoli)
- Federico Vittore Nardelli, scrittore e ingegnere italiano (Avezzano, n. 1891 - Roma, † 1973)
- Federico Pace, scrittore e giornalista italiano (Roma, n. 1967)
- Federico Platania, scrittore italiano (Roma, n. 1971)
- Federico Ravagli, scrittore e giornalista italiano (Bagnacavallo, n. 1889 - Bologna, † 1968)
- Federico Roncoroni, scrittore e saggista italiano (Como, n. 1944 - Como, † 2021)
- Federico Tavola, scrittore, autore televisivo e fisico italiano (Lecco, n. 1976)
- Federico de Onís, scrittore e critico letterario spagnolo (Salamanca, n. 1885 - Porto Rico, † 1966)

## Scultori(3)
- Federico Brandani, scultore italiano (Urbino, n. 1520 - Urbino, † 1575)
- Federico Coullaut-Valera, scultore spagnolo (Madrid, n. 1912 - † 1989)
- Federico Fabiani, scultore italiano (Alessandria, n. 1835 - Genova, † 1914)

## Sindacalisti(2)
- Federico Del Prete, sindacalista italiano (Frattamaggiore, n. 1957 - Casal di Principe, † 2002)
- Federico Saccardin, sindacalista e politico italiano (Rovigo, n. 1950)

## Sociologi(1)
- Federico Butera, sociologo italiano (Milano, n. 1940 - Milano, † 2025)

## Sovrani(49)
- Augusto II di Polonia, sovrano polacco (Dresda, n. 1670 - Varsavia, † 1733)
- Federico X di Danimarca, re danese (Copenaghen, n. 1968)
- Federico IV di Sicilia, re (Catania, n. 1341 - Messina, † 1377)
- Federico di Waldeck e Pyrmont, sovrano tedesco (Arolsen, n. 1865 - Arolsen, † 1946)
- Federico Cristiano di Schaumburg-Lippe, sovrano (Bückeburg, n. 1655 - Bückeburg, † 1728)
- Federico Guglielmo di Meclemburgo-Strelitz, sovrano tedesco (Neustrelitz, n. 1819 - Neustrelitz, † 1904)
- Federico Francesco III di Meclemburgo-Schwerin, sovrano tedesco (Ludwigslust, n. 1851 - Cannes, † 1897)
- Federico Enrico d'Orange, sovrano (Delft, n. 1584 - L'Aia, † 1647)
- Federico Guglielmo d'Assia, sovrano tedesco (Hanau, n. 1802 - Praga, † 1875)
- Federico di Boemia, re boemo († 1189)
- Federico I di Württemberg, re (Trzebiatów, n. 1754 - Stoccarda, † 1816)
- Federico Barbarossa, sovrano tedesco (n. 1122 - Saleph, † 1190)
- Federico I di Baden, sovrano tedesco (Karlsruhe, n. 1826 - Isola di Mainau, † 1907)
- Federico I di Danimarca, re (Haderslevus, n. 1471 - Gottorp, † 1533)
- Federico I di Napoli, sovrano italiano (Napoli, n. 1451 - Tours, † 1504)
- Federico I di Prussia, sovrano (Königsberg, n. 1657 - Berlino, † 1713)
- Federico I di Svezia, re (Kassel, n. 1676 - Stoccolma, † 1751)
- Federico II di Svevia, sovrano (Jesi, n. 1194 - Fiorentino di Puglia, † 1250)
- Federico II di Baden, sovrano tedesco (Karlsruhe, n. 1857 - Badenweiler, † 1928)
- Federico II di Danimarca, re (Haderslev, n. 1534 - Isola di Selandia, † 1588)
- Federico II di Prussia, re (Berlino, n. 1712 - Potsdam, † 1786)
- Federico III del Palatinato, sovrano tedesco (Simmern, n. 1515 - Heidelberg, † 1576)
- Federico III d'Asburgo, re (Innsbruck, n. 1415 - Linz, † 1493)
- Federico III di Sicilia, sovrano (Barcellona - tra Paternò, † 1337)
- Federico III di Danimarca, re danese (Haderslev, n. 1609 - Copenaghen, † 1670)
- Federico III di Germania, sovrano tedesco (Potsdam, n. 1831 - Potsdam, † 1888)
- Federico IV di Danimarca, re (Copenaghen, n. 1671 - Odense, † 1730)
- Federico V d'Assia-Homburg, sovrano (Homburg, n. 1748 - Homburg, † 1820)
- Federico V del Palatinato, re (Amberg, n. 1596 - Magonza, † 1632)
- Federico V di Danimarca, re (Copenaghen, n. 1723 - Copenaghen, † 1766)
- Federico VI di Danimarca, re danese (Copenaghen, n. 1768 - Copenaghen, † 1839)
- Federico VII di Baden-Durlach, sovrano (Ueckermünde, n. 1647 - Durlach, † 1709)
- Federico VII di Danimarca, re danese (Copenaghen, n. 1808 - Glücksburg, † 1863)
- Federico VIII di Danimarca, re danese (Copenaghen, n. 1843 - Amburgo, † 1912)
- Federico IX di Danimarca, re danese (Kongens Lyngby, n. 1899 - Copenaghen, † 1972)
- Federico Augusto I, re (Dresda, n. 1750 - Dresda, † 1827)
- Federico Augusto II di Sassonia, re (Pillnitz, n. 1797 - Karrösten, † 1854)
- Federico Augusto III di Sassonia, re (Dresda, n. 1865 - Sibyllenort, † 1932)
- Federico Carlo d'Assia-Kassel, sovrano (Plön, n. 1868 - Kassel, † 1940)
- Federico Guglielmo I di Prussia, re (Berlino, n. 1688 - Potsdam, † 1740)
- Federico Guglielmo II di Prussia, re (Berlino, n. 1744 - Potsdam, † 1797)
- Federico Guglielmo III di Prussia, re prussiano (Potsdam, n. 1770 - Berlino, † 1840)
- Federico Guglielmo IV di Prussia, re (Berlino, n. 1795 - Potsdam, † 1861)
- Federico di Schleswig-Holstein-Sonderburg-Glücksburg, sovrano tedesco (Schleswig, n. 1814 - Louisenlund, † 1885)
- Federico Carlo Augusto di Waldeck e Pyrmont, sovrano tedesco (Bad Arolsen, n. 1743 - Bad Arolsen, † 1812)
- Federico Augusto I di Oldenburg, sovrano tedesco (Gottorp, n. 1711 - Oldenburg, † 1785)
- Federico Francesco IV di Meclemburgo-Schwerin, sovrano tedesco (Palermo, n. 1882 - Flensburgo, † 1945)
- Federico Francesco I di Meclemburgo-Schwerin, sovrano tedesco (Schwerin, n. 1756 - Ludwigslust, † 1837)
- Federico Augusto II di Oldenburg, sovrano tedesco (Oldenburg, n. 1852 - Rastede, † 1931)

## Sportivi(1)
- Federico Chingotto, sportivo argentino (Olavarría, n. 1997)

## Storici(8)
- Federico Alizeri, storico e critico letterario italiano (Genova, n. 1817 - Genova, † 1882)
- Federico Chabod, storico, alpinista e politico italiano (Aosta, n. 1901 - Roma, † 1960)
- Federico Donaver, storico e educatore italiano (Genova, n. 1861 - † 1915)
- Federico Eusebio, storico e archeologo italiano (Alba, n. 1852 - Torino, † 1913)
- Federico Guglielmo di Prussia, storico e nobile tedesco (Berlino, n. 1939 - Berlino, † 2015)
- Federico Patetta, storico e filologo italiano (Cairo Montenotte, n. 1867 - Alessandria, † 1945)
- Federico Stefani, storico, archivista e patriota italiano (Cittadella, n. 1827 - Venezia, † 1897)
- Federico Tonetti, storico italiano (Varallo Sesia, n. 1845 - † 1911)

## Storici dell'architettura(1)
- Federico Bucci, storico dell'architettura italiano (Foggia, n. 1959 - Verona, † 2023)

## Storici dell'arte(1)
- Federico Zeri, storico dell'arte e critico d'arte italiano (Roma, n. 1921 - Mentana, † 1998)

## Storici della scienza(1)
- Federico Amodeo, storico della scienza italiano (Avellino, n. 1859 - Napoli, † 1946)

## Tastieristi(1)
- Federico Troiani, tastierista, cantautore e compositore italiano (Roma, n. 1947 - Roma, † 2000)

## Tennisti(8)
- Federico Browne, ex tennista argentino (Buenos Aires, n. 1976)
- Federico Cinà, tennista italiano (Palermo, n. 2007)
- Federico Coria, tennista argentino (Rosario, n. 1992)
- Federico Delbonis, ex tennista argentino (Azul, n. 1990)
- Federico Gaio, tennista italiano (Faenza, n. 1992)
- Federico Agustín Gómez, tennista argentino (Merlo, n. 1996)
- Federico Luzzi, tennista italiano (Arezzo, n. 1980 - Arezzo, † 2008)
- Federico Mordegan, ex tennista italiano (Vicenza, n. 1970)

## Tenori(1)
- Federico Gambarelli, tenore e presbitero italiano (Albino, n. 1858 - Albino, † 1922)

## Teologi(1)
- Federico di Gesù, teologo tedesco (Monaco di Baviera, n. 1721 - Augusta, † 1788)

## Tipografi(2)
- Federico Agnelli, tipografo e incisore italiano (Milano, n. 1626 - Milano, † 1702)
- Federico de' Conti, tipografo italiano (Verona)

## Tiratori a segno(1)
- Federico Nilo Maldini, tiratore a segno italiano (Bologna, n. 2001)

## Traduttori(1)
- Federico Olivero, traduttore, critico letterario e filologo italiano (Torino, n. 1878 - Torino, † 1955)

## Triplisti(1)
- Federico Bisson, triplista italiano (Montagnana, n. 1936 - Padova, † 1998)

## Velisti(2)
- Federico Colaninno, velista italiano (Gaeta, n. 1999)
- Federico Esposito, velista italiano (Piombino, n. 1986)

## Velocisti(2)
- Federico Cattaneo, velocista italiano (Saronno, n. 1993)
- Federico Gorrieri, velocista, lunghista e triplista sammarinese (San Marino, n. 1985)

## Vescovi(3)
- Federico di Utrecht, vescovo e santo olandese (Isola di Walcheren, † 838)
- Federico di Moravia, vescovo boemo († 1086)
- Federico, vescovo italiano († 922)

## Vescovi cattolici(13)
- Federico Alamanni, vescovo cattolico italiano (Firenze, n. 1696 - Firenze, † 1775)
- Federico di Saluzzo, vescovo cattolico italiano (Saluzzo, n. 1442 - † 1483)
- Federico Maggi, vescovo cattolico italiano (Brescia, n. 1278 - Milano, † 1333)
- Federico Manfredi, vescovo cattolico italiano (Faenza - Rimini, † 1484)
- Federico Manfredini, vescovo cattolico italiano (Rovigo, n. 1792 - Padova, † 1882)
- Federico Petrucci, vescovo cattolico italiano (Siena)
- Federico Pezzullo, vescovo cattolico italiano (Frattamaggiore, n. 1890 - Santa Marina, † 1979)
- Federico da Prata, vescovo cattolico italiano (Prata di Pordenone - † 1250)
- Federico Sandri Trotti, vescovo cattolico italiano (Fossano - Fossano, † 1646)
- Federico Sargolini, vescovo cattolico italiano (Vallato, n. 1891 - Lorenzago di Cadore, † 1969)
- Federico Vanga, vescovo cattolico (Accon, † 1218)
- Federico Maria Zinelli, vescovo cattolico italiano (Venezia, n. 1805 - Treviso, † 1879)
- Federico Guglielmo di Vestfalia, vescovo cattolico tedesco (Paderborn, n. 1727 - Hildesheim, † 1789)

## Violinisti(2)
- Federico Consolo, violinista e compositore italiano (Ancona, n. 1841 - Firenze, † 1906)
- Federico Guglielmo, violinista e direttore d'orchestra italiano (Padova, n. 1968)

## Zoologi(1)
- Federico Raffaele, zoologo e biologo italiano (Napoli, n. 1862 - Roma, † 1937)